# モラン郡
モラン郡（モランぐん、ネパール語: मोरङ जिल्ला、英語: Morang District）は、ネパールのコシ州に存在する郡。郡都はビラートナガル。人口は115万人（2021年国勢調査）で、郡の中ではカトマンズ郡に次いで多い。